# Liste des commandants suprêmes des forces alliées en Europe
Le commandant suprême de l'OTAN est responsable devant le Comité militaire, l’instance militaire suprême de l’Alliance, du commandement général des opérations militaires de l'OTAN ainsi que de la  planification militaire des opérations. Il dirige le Grand Quartier général des puissances alliées en Europe.
Par tradition, le poste est tenu par un Américain. Cela est destinée à contrebalancer l'influence de l'Europe, qui nomme le secrétaire général de l'OTAN.

## Liste
|     | Nom                                  | Photo | Corps d'armée     | Prise de commandement | Terme du commandement |
| --- | ------------------------------------ | ----- | ----------------- | --------------------- | --------------------- |
| 1.  | Général d'armée Dwight D. Eisenhower |       | U.S. Army         | 2 avril 1951          | 30 mai 1952           |
| 2.  | Général Matthew Ridgway              |       | U.S. Army         | 30 mai 1952           | 1er juillet 1953      |
| 3.  | Général Alfred Gruenther             |       | U.S. Army         | 1er juillet 1953      | 20 novembre 1956      |
| 4.  | Général Lauris Norstad               |       | U.S. Air Force    | 20 novembre 1956      | 1er janvier 1963      |
| 5.  | Général Lyman Lemnitzer              |       | U.S. Army         | 1er janvier 1963      | 1er juillet 1969      |
| 6.  | Général Andrew Goodpaster            |       | U.S. Army         | 1er juillet 1969      | 15 décembre 1974      |
| 7.  | Général Alexander M. Haig, Jr.       |       | U.S. Army         | 15 décembre 1974      | 1er juillet 1979      |
| 8.  | Général Bernard W. Rogers            |       | U.S. Army         | 1er juillet 1979      | 26 juin 1987          |
| 9.  | Général John Galvin (en)             |       | U.S. Army         | 26 juin 1987          | 23 juin 1992          |
| 10. | Général John Shalikashvili           |       | U.S. Army         | 23 juin 1992          | 22 octobre 1993       |
| 11. | Général George Joulwan               |       | U.S. Army         | 22 octobre 1993       | 11 juillet 1997       |
| 12. | Général Wesley Clark                 |       | U.S. Army         | 11 juillet 1997       | 3 mai 2000            |
| 13. | Général Joseph Ralston               |       | U.S. Air Force    | 3 mai 2000            | 17 janvier 2003       |
| 14. | Général James L. Jones               |       | U.S. Marine Corps | 17 janvier 2003       | 7 décembre 2006       |
| 15. | Général Bantz J. Craddock (en)       |       | U.S. Army         | 7 décembre 2006       | 2 juillet 2009        |
| 16. | Amiral James Stavridis               |       | U.S. Navy         | 2 juillet 2009        | 13 mai 2013           |
| 17. | Général Philip M. Breedlove          |       | U.S. Air Force    | 13 mai 2013           | 4 mai 2016            |
| 18. | Général Curtis Scaparrotti           |       | U.S. Army         | 4 mai 2016            | 3 mai 2019            |
| 19. | Général Tod D. Wolters               |       | U.S. Air Force    | 3 mai 2019            | 4 juillet 2022        |
| 20. | Général Christopher G. Cavoli        |       | U.S. Army         | 4 juillet 2022        | en cours              |